# Noel Price
Noel Price is een Australische producent, regisseur en scenarioschrijver van televisieseries en -programma's. In Nederland zijn vooral de jeugdseries bekend die hij heeft bedacht of waaraan hij heeft meegewerkt.

## Filmografie

### Bedenker[1]
- Snobs (tv-serie, 2003)
- A Gurls Wurld (tv-serie, 2010)
- In Your Dreams (tv-serie, 2013)

### Producent[2]
- Winner Take All (tv-film, 1975)
- Top Mates (tv-serie, 1979)
- The Patchwork Hero (tv-serie, 1981)
- The Keepers (tv-serie, 1984)
- Breaking Up (tv-film, 1985)
- The Fast Lane (tv-serie, 1985)
- Fame and Misfortune (tv-serie, 1986)
- The Hour Before My Brother Dies (tv-film, 1986)
- Sentiments (tv-serie, 1986)
- Hills End (tv-film, 1988)
- The True Story of Spit MacPhee (miniserie, 1988)
- The Girl from Tomorrow (miniserie, 1991)
- Molly (tv-serie, 1995)
- Spellbinder (tv-serie, 1995)
- Spellbinder: Land of the Dragon Lord (tv-serie, 1997)
- The Adventures of Sam (tv-serie, 1997)
- Outriders (tv-serie, 2001)
- Don't Blame the Koalas (tv-serie, 2002) (tevens uitvoerend producent)
- Girl TV (tv-serie, 2003) (tevens uitvoerend producent)
- Snobs (tv-serie, 2004) (tevens uitvoerend producent en bedenker)
- Foreign Exchange (tv-serie, 2004)
- Blue Water High (tv-serie, 2005) (tevens uitvoerend producent)
- The Adventures of Bottle Top Bill and His Best Friend Corky (tv-serie, 2007) (tevens uitvoerend producent)
- Classic Tales (tv-serie, 2008) (tevens uitvoerend producent)
- A Gurls Wurld (tv-serie, 2010) (tevens uitvoerend producent en bedenker)
- Bananas in Pajamas (19 afleveringen, tv-serie, 2011)

### Uitvoerend producent[2]
- Home (tv-serie, 1986)
- C/o The Bartons (tv-serie, 1988)
- High Flyers (tv-serie, 1999)
- Don't Blame the Koalas (tv-serie, 2002) (tevens producent)
- Girl TV (tv-serie, 2003) (tevens producent)
- Snobs (tv-serie, 2004) (tevens producent en bedenker)
- Tracey McBean (tv-serie, 2004)
- Blue Water High (tv-serie, 2005) (tevens producent)
- The Adventures of Bottle Top Bill (tv-serie, 2006)
- The Sleepover Club (2006)
- The Adventures of Bottle Top Bill and His Best Friend Corky (tv-serie, 2007) (tevens producent)
- Raggs (tv-serie, 2007)
- Classic Tales (tv-serie, 2008) (tevens producent)
- A Gurls Wurld (tv-serie, 2010) (tevens producent en bedenker)
- In Your Dreams (3 afleveringen, tv-serie, 2013)

### Regisseur[3]
- The Patchwork (3 afleveringen, tv-serie, 1981)
- Home (2 afleveringen, tv-serie, 1983)
- The Keepers (alle afleveringen, tv-serie, 1984)
- The Fast Lane (1 aflevering, tv-serie, 1986)
- Fame and Misfortune (2 afleveringen, tv-serie, 1986)
- The Water Trolley (korte tv-film, 1989)
- The Girl from Tomorrow (5 afleveringen, miniserie, 1991)
- Spellbinder (alle afleveringen, tv-serie, 1995)
- Spellbinder: Land of the Dragon Lord (alle afleveringen, tv-serie, 1997)
- Outriders (3 afleveringen, tv-serie, 2001)

### Scenarioschrijver[1]
- Don't Blame the Koalas (3 afleveringen, tv-serie, 2002)
- Snobs (alle afleveringen, tv-serie, 2003) (tevens bedenker)
- Foreign Exchange (1 aflevering, tv-serie, 2004)
- Blue Water High (3 afleveringen, tv-serie, 2006)
- A Gurls Wurld (1 aflevering, tv-serie, 2010) (tevens bedenker)
- In Your Dreams (9 afleveringen, tv-serie, 2013) (tevens bedenker)

## Prijzen
In zijn carrière won Price twee AFI Awards en werd hij genomineerd voor nog eens zes andere AFI Awards, een AACTA Award en een BAFTA Award.
| Jaar | Prijs                                                | Voor de productie                                           | Genomineerd/gewonnen | Opmerking(en)                                 |
| ---- | ---------------------------------------------------- | ----------------------------------------------------------- | -------------------- | --------------------------------------------- |
| 1988 | AFI Award voor "Best Telefeature"                    | Sentiments Aflevering: A Matter of Convenience              | Gewonnen             |                                               |
| 1996 | AFI Award voor "Best Children's Television Drama"    | Spellbinder Aflevering: The Centre of Power                 | Gewonnen             |                                               |
| 1999 | AFI Award voor "Best Children's Television Drama"    | The Adventures of Sam Aflevering: Not Quite Paradise        | Genomineerd          |                                               |
| 2002 | AFI Award voor "Best Children's Television Drama"    | Tracey McBean                                               | Genomineerd          | Gedeeld met Charlotte Damgaard en Mark Irvine |
| 2003 | AFI Award voor "Best Children's Television Drama"    | Don't Blame the Koalas                                      | Genomineerd          | Gedeeld met Dennis Kiely                      |
| 2003 | BAFTA Children's Award voor "Best International"     | Don't Blame the Koalas                                      | Genomineerd          | Gedeeld met Dennis Kiely                      |
| 2005 | AFI Award voor "Best Children's Television Drama"    | Blue Water High                                             | Genomineerd          | Gedeeld met Dennis Kiely                      |
| 2006 | AFI Award voor "Best Children's Television Drama"    | Blue Water High                                             | Genomineerd          | Gedeeld met Dennis Kiely                      |
| 2007 | AFI Award voor "Best Children's Television Drama"    | The Adventures of Bottle Top Bill and His Best Friend Corky | Genomineerd          | Gedeeld met Jacqueline Chan                   |
| 2012 | AACTA Award voor "Best Children's Television Series" | A Gurls Wurld                                               | Genomineerd          |                                               |